# Clásico RCN 2014
La 54.ª edición del Clásico RCN (oficialmente: Clásico RCN-Claro) fue una carrera ciclista de aficionados por etapas que se disputó en Colombia entre el 26 de septiembre al 5 de octubre del 2014 con un recorrido total de 1538,8 kilómetros distribuido en 10 etapas entre Riohacha y Cajicá.
La edición de este año inició en el departamento de la Guajira en el extremo norte de Colombia, pasando por los principales municipios de la Costa Caribe para luego llegar a los departamentos de Antioquia, continuar por Risaralda, Caldas, Quindío, Tolima y finalizando en el municipio de Cajicá, Cundinamarca con la décima etapa en una cronometrada individual.
La victoria fue para el corredor boliviano Óscar Soliz (Movistar Team América) quien superó a Alex Cano (Aguardiente Antioqueño-Lotería de Medellín) y Danny Osorio (Aguardiente Blanco del Valle).

## Equipos participantes
Tomaron parte en la carrera 18 equipos integrado por 10 corredores, formando así en principio, un pelotón de 180 ciclistas.
| Equipo                                     | Cód. UCI | Categoría               |
| ------------------------------------------ | -------- | ----------------------- |
| 4-72 Colombia                              | CO4      | Continental             |
| Aguardiente Antioqueño-Lotería de Medellín |          | Amateur                 |
| Aguardiente Blanco del Valle               |          | Amateur                 |
| Aguardiente Néctar                         |          | Amateur                 |
| Alcaldía de Manizales                      |          | Amateur                 |
| Alcaldía de Montelíbano                    |          | Amateur                 |
| Boyacá se atrave-Liciboy                   |          | Amateur                 |
| Coldeportes-Claro                          | COD      | Amateur                 |
| EBSA-Indeportes Boyacá                     |          | Amateur                 |
| EPM-UNE                                    | EPM      | Amateur                 |
| FF.AA. Ejército Nacional de Colombia       |          | Amateur                 |
| Formesán-Bogotá Humana                     |          | Amateur                 |
| GW-Chaoyang                                |          | Amateur                 |
| Lotería de Boyacá                          |          | Amateur                 |
| Movistar Team América                      |          | profesional continental |
| Pijaos del Tolima                          |          | Amateur                 |
| Rionegro con más futuro                    |          | Amateur                 |
| Team Nariño                                |          | Amateur                 |

## Etapas
| Etapa      | Fecha            | Recorrido                      | Distancia (km) | Ganador          | Líder           |
| ---------- | ---------------- | ------------------------------ | -------------- | ---------------- | --------------- |
| 1.ª etapa  | 26 de septiembre | Riohacha-Riohacha              | 205            | Jaime Castañeda  | Jaime Castañeda |
| 2.ª etapa  | 27 de septiembre | Riohacha-Santa Marta           | 179,3          | Cristian Tamayo  | Cristian Tamayo |
| 3.ª etapa  | 28 de septiembre | Santa Marta-Barranquilla       | 112,9          | Óscar Sevilla    | Jaime Castañeda |
| 4.ª etapa  | 29 de septiembre | Barranquilla-Carmen de Bolívar | 160,8          | Byron Guamá      | Jaime Castañeda |
| 5.ª etapa  | 30 de septiembre | Sincelejo-Montería             | 118,8          | Cristian Tamayo  | Jaime Castañeda |
| 6.ª etapa  | 1 de octubre     | Caucasia-Santa Rosa de Osos    | 211,7          | Óscar Soliz      | Óscar Soliz     |
| 7.ª etapa  | 2 de octubre     | Caldas-Chinchiná               | 162,2          | Giovanni Báez    | Óscar Soliz     |
| 8.ª etapa  | 3 de octubre     | Chinchiná-Ibagué               | 152,8          | Alex Cano        | Óscar Soliz     |
| 9.ª etapa  | 4 de octubre     | Ibagué-Salto del Tequendama    | 211            | Fernando Camargo | Óscar Soliz     |
| 10.ª etapa | 5 de octubre     | Subachoque-Cajicá              | 24,3 (CRI)     | Óscar Soliz      | Óscar Soliz     |
|            | Total            | Total                          | 1538,8         |                  |                 |

## Clasificaciones finales

### Clasificación general
| Clasificación general |                     |                              |                  |
| Ciclista              | Ciclista            | Equipo                       | Tiempo           |
| --------------------- | ------------------- | ---------------------------- | ---------------- |
| 1.º                   | Óscar Soliz         | Movistar Team América        | 36 h 41 min 06 s |
| 2.º                   | Alex Cano           | Aguardiente Antioqueño       | + 1 min 48 s     |
| 3.º                   | Danny Osorio        | Aguardiente Blanco del Valle | + 2 min 19 s     |
| 4.º                   | Fernando Camargo    | Boyacá se atrave-Liciboy     | + 2 min 22 s     |
| 5.º                   | Camilo Gómez        | Formesán-Bogotá Humana       | + 2 min 44 s     |
| 6.º                   | Óscar Sevilla       | EPM-UNE                      | + 2 min 50 s     |
| 7.º                   | Francisco Colorado  | Aguardiente Blanco del Valle | + 3 min 08 s     |
| 8.º                   | Óscar Javier Rivera | EBSA-Indeportes Boyacá       | + 3 min 34 s     |
| 9.º                   | Freddy Montaña      | Movistar Team América        | + 4 min 34 s     |
| 10.º                  | Didier Sastoque     | Formesán-Bogotá Humana       | + 10 min 10 s    |

### Clasificación de los jóvenes
| Clasificación de los jóvenes |                     |                   |                  |
| Ciclista                     | Ciclista            | Equipo            | Tiempo           |
| ---------------------------- | ------------------- | ----------------- | ---------------- |
| 1.º                          | Wilmer Rodríguez    | Lotería de Boyacá | 37 h 16 min 33 s |
| 2.º                          | Daniel Rozo         | GW-Chaoyang       | + 2 min 43 s     |
| 3.º                          | Wilson Cardona      | Pijaos del Tolima | + 8 min 12 s     |
| 4.º                          | Yúber Contreras     | Lotería de Boyacá | + 12 min 22 s    |
| 5.º                          | Carlos Andrés Parra | Lotería de Boyacá | + 29 min 29 s    |

### Clasificación de metas volantes
| Clasificación de metas volantes |                       |                        |         |
| Ciclista                        | Ciclista              | Equipo                 | Puntos  |
| ------------------------------- | --------------------- | ---------------------- | ------- |
| 1.º                             | Jairo Cano Salas      | Aguardiente Antioqueño | 30 pts. |
| 2.º                             | Edwin Sánchez         | Formesán-Bogotá Humana | 23 pts. |
| 3.º                             | Daniel Balsero        | Aguardiente Néctar     | 20 pts. |
| 4.º                             | Weimar Roldán         | EPM-UNE                | 13 pts. |
| 5.º                             | Juan Alejandro García | GW-Chaoyang            | 23 pts. |

### Clasificación de sprint especial
| Clasificación de sprint especial |                       |                        |         |
| Ciclista                         | Ciclista              | Equipo                 | Puntos  |
| -------------------------------- | --------------------- | ---------------------- | ------- |
| 1.º                              | Cristian Talero       | Movistar Team América  | 24 pts. |
| 2.º                              | Juan Alejandro García | GW-Chaoyang            | 15 pts. |
| 3.º                              | Daniel Balsero        | Aguardiente Néctar     | 12 pts. |
| 4.º                              | Mauricio Ardila       | Aguardiente Antioqueño | 8 pts.  |
| 5.º                              | Juan Pablo Forero     | Coldeportes-Claro      | 8 pts.  |

### Clasificación de la combatividad
| Clasificación de la combatividad |                  |                          |         |
| Ciclista                         | Ciclista         | Equipo                   | Puntos  |
| -------------------------------- | ---------------- | ------------------------ | ------- |
| 1.º                              | Óscar Soliz      | Movistar Team América    | 14 pts. |
| 2.º                              | Fernando Camargo | Boyacá se atrave-Liciboy | 12 pts. |
| 3.º                              | Giovanni Báez    | EBSA-Indeportes Boyacá   | 11 pts. |
| 4.º                              | Edwin Sánchez    | Formesán-Bogotá Humana   | 8 pts.  |
| 5.º                              | Mauricio Ortega  | Aguardiente Antioqueño   | 6 pts.  |

### Clasificación de la regularidad
| Clasificación de la regularidad |                 |                        |         |
| Ciclista                        | Ciclista        | Equipo                 | Puntos  |
| ------------------------------- | --------------- | ---------------------- | ------- |
| 1.º                             | Jaime Castañeda | EPM-UNE                | 57 pts. |
| 2.º                             | Óscar Sevilla   | EPM-UNE                | 56 pts. |
| 3.º                             | Alex Cano       | Aguardiente Antioqueño | 48 pts. |
| 4.º                             | Byron Guamá     | Movistar Team América  | 47 pts. |
| 5.º                             | Óscar Soliz     | Movistar Team América  | 41 pts. |

### Clasificación de la combinada
| Clasificación de la combinada |                    |               |          |
| Ciclista                      | Ciclista           | Equipo        | Puntos   |
| ----------------------------- | ------------------ | ------------- | -------- |
| 1.º                           | Óscar Sevilla      | EPM-UNE       | 33 pts.  |
| 2.º                           | Remberto Jaramillo | FF.AA.        | 44 pts.  |
| 3.º                           | Jaime Castañeda    | EPM-UNE       | 58 pts.  |
| 4.º                           | Weimar Roldán      | EPM-UNE       | 78 pts.  |
| 5.º                           | Edson Calderón     | 4-72 Colombia | 103 pts. |

### Clasificación de la excelencia
| Clasificación de la excelencia |                   |                        |         |
| Ciclista                       | Ciclista          | Equipo                 | Puntos  |
| ------------------------------ | ----------------- | ---------------------- | ------- |
| 1.º                            | Juan Pablo Forero | Coldeportes-Claro      | 22 pts. |
| 2.º                            | Weimar Roldán     | EPM-UNE                | 18 pts. |
| 3.º                            | Mauricio Ortega   | Aguardiente Antioqueño | 16 pts. |
| 4.º                            | Edwin Sandoval    | Aguardiente Blanco     | 12 pts. |
| 5.º                            | Victor Hugo Peña  | Aguardiente Blanco     | 10 pts. |

## Evolución de las clasificaciones
| Etapa                   | Vencedor                | Clasificación general | Clasificación de los jóvenes | Clasificación de metas volantes | Clasificación de sprint especial | Clasificación de la combatividad | Clasificación de la regularidad | Clasificación de la combinada | Clasificación de la excelencia |
| ----------------------- | ----------------------- | --------------------- | ---------------------------- | ------------------------------- | -------------------------------- | -------------------------------- | ------------------------------- | ----------------------------- | ------------------------------ |
| 1.ª                     | Jaime Castañeda)        | Jaime Castañeda       | Diego Antonio Ochoa          | Daniel Balsero                  | Mauricio Ardila                  | Daniel Balsero                   | Jaime Castañeda                 | Jaime Castañeda               | Óscar Sevilla                  |
| 2.ª                     | Cristian Tamayo)        | Cristian Tamayo       | Edison Javier Díaz           | Jairo Cano Salas                | Daniel Balsero                   | Edwin Sánchez                    | Cristian Tamayo                 | Cristian Tamayo               | Giovanni Chacón                |
| 3.ª                     | Óscar Sevilla)          | Jaime Castañeda       | Nelson Andrés Soto           | Edwin Sánchez                   | Daniel Balsero                   | Remberto Jaramillo               | Jaime Castañeda                 | Jaime Castañeda               | Alex Cano                      |
| 4.ª                     | Byron Guamá)            | Jaime Castañeda       | Nelson Andrés Soto           | Jairo Cano Salas                | Cristian Talero                  | Cristian Talero                  | Jaime Castañeda                 | Jaime Castañeda               | Fredy Gonzalez                 |
| 5.ª                     | Cristian Tamayo)        | Jaime Castañeda       | Nelson Andrés Soto           | Jairo Cano Salas                | Cristian Talero                  | Cristian Talero                  | Jaime Castañeda                 | Jaime Castañeda               | Victor Hugo Peña               |
| 6.ª                     | Óscar Soliz)            | Óscar Soliz           | Wilson Cardona               | Jairo Cano Salas                | Cristian Talero                  | Marvin Angarita                  | Jaime Castañeda                 | Weimar Roldán                 | Coulton Hartrich               |
| 7.ª                     | Giovanny Báez)          | Óscar Soliz           | Wilson Cardona               | Jairo Cano Salas                | Cristian Talero                  | Óscar Soliz                      | Jaime Castañeda                 | Weimar Roldán                 | Edwin Sandoval                 |
| 8.ª                     | Alex Cano)              | Óscar Soliz           | Wilson Cardona               | Jairo Cano Salas                | Cristian Talero                  | Óscar Soliz                      | Jaime Castañeda                 | Weimar Roldán                 | Mauricio Ortega                |
| 9.ª                     | Fernando Camargo)       | Óscar Soliz           | Wilmer Rodríguez             | Jairo Cano Salas                | Cristian Talero                  | Óscar Soliz                      | Jaime Castañeda                 | Weimar Roldán                 | Weimar Roldán                  |
| 10.ª                    | Óscar Soliz)            | Óscar Soliz           | Wilmer Rodríguez             | Jairo Cano Salas                | Cristian Talero                  | Óscar Soliz                      | Jaime Castañeda                 | Óscar Sevilla                 | Juan Pablo Forero              |
| Clasificaciones finales | Clasificaciones finales | Óscar Soliz           | Wilmer Rodríguez             | Jairo Cano Salas                | Cristian Talero                  | Óscar Soliz                      | Jaime Castañeda                 | Óscar Sevilla                 | Juan Pablo Forero              |